# Lovely Mary
Lovely Mary è un film muto del 1916 diretto da Edgar Jones

## Trama
Mary Lane e suo cugino Claiborne, gli ultimi discendenti della famiglia Lane, annunciano la decisione di vendere i loro terreni, cosa che suscita l'interesse di molti. Uno di questi, Roland Manning, che vuole comperare la tenuta, si innamora di Mary. Un altro, Wade Dempster, cerca di impossessarsi della parte di Claiborne dopo averlo ubriacato. Per liberarsi di Manning, Dempster lo fa accusare di un omicidio che lui stesso ha commesso. Il giudice assegna la terra a Dempster e condanna Manning ai lavori forzati. Ma Oscar Nelson, un ex corteggiatore di Mary che ha testimoniato contro Manning, ritratta le sue accuse e rivela che il vero assassino è proprio Dempster. I due innamorati posso così sposarsi, tenendo la terra per sé.

## Produzione
Il film fu prodotto dalla Columbia Pictures Corporation. Venne girato in Florida.

## Distribuzione
Il copyright del film, richiesto dalla Columbia Pictures Corp, fu registrato il 16 marzo 1916 con il numero LP7834. Distribuito dalla Metro Pictures Corporation, uscì nelle sale cinematografiche USA il 13 marzo 1916.